# Подунавски пескови
Подунавски пескови су мале пешчаре Дунавског слива у Бачкој, у западном делу Војводине, које су формиране у геолошкој прошлости, када је Прадунав меандрирао и остављао за собом дилувијалне наносе у виду пешчаних греда и спрудова. Ови су касније остајали на сувом и бивали изложени еолским процесима. Ветар је од песка формирао дине, које се у Подунављу протежу у правцу север–југ, синхроно са радом владајућег ветра – северца.
Издваја се неколико мањих пешчара, административно распоређених по територији Западнобачког округа, с тим да се песак не налази увек на површини, већ излази последством утицаја човека – орање и директна експлоатација.

## Изглед, живи свет
Пешчаре су јединствене и представљају геолошку и биолошку вредност, нарочито њихова станишта са отвореним песком. Због тежње човека да покретни песак веже а и генерално, да сваки педаљ пејзажа уреди, данас имамо само мале фрагменте правих пешчара, али се и њихов песак копа и експлоатише.
Што се природног биљног покривача тиче, Подунавске пешчаре су култивисане и прекривене плантажним виноградима и воћњацима од којих су неки запарложени, што помаже да се барем делимично врати некадашњи природни изглед пешчаре. Релативне висинске разлике су у опсегу 5-15 m. Отвореног, покретног песка има само тамо где се експлоатише или преорава.

## Галерија
- Пешчара код Бачког Брега
- Панорама Брешке пешчаре
- Коп у близини Бездана
- Инсекти трче по отвореном песку